# Fritz Leiber (aktor)
Fritz Reuter Leiber Sr. (ur. 31 stycznia 1882, zm. 14 października 1949) – amerykański aktor sceniczny i filmowy. Ojciec znanego pisarza science fiction i fantasy Fritza Leibera.
Początkowo zyskał uznanie jako aktor sceniczny, specjalizujący się w inscenizacjach dramatów Szekspira. Później osiągnął sukces także jako aktor filmowy.

## Filmografia[1]
- 1950: Diabelska przełęcz (Devil’s Doorway)
- 1949: Samson i Dalila (Samson and Delilah)
- 1943: Przede wszystkim odwaga (First Comes Courage)
- 1943: Upiór w operze (Phantom of the Opera)
- 1940: Guwernantka (All This, and Heaven Too)
- 1940: Sokół morski (The Sea Hawk)
- 1939: Dzwonnik z Notre Dame (The Hunchback of Notre Dame)
- 1938: Ucieczka (Gateway)
- 1937: Przygoda pod Paryżem (The Great Garrick)
- 1937: Szampański walc (Champagne Waltz)
- 1937: Książę i żebrak (The Prince and the Pauper)
- 1936: Pasteur (The Story of Louis Pasteur)
- 1935:	W cieniu gilotyny (A Tale of Two Cities)
- 1921: The Queen of Sheba
- 1917: Kleopatra (Cleopatra)